# Stephan Jenkins

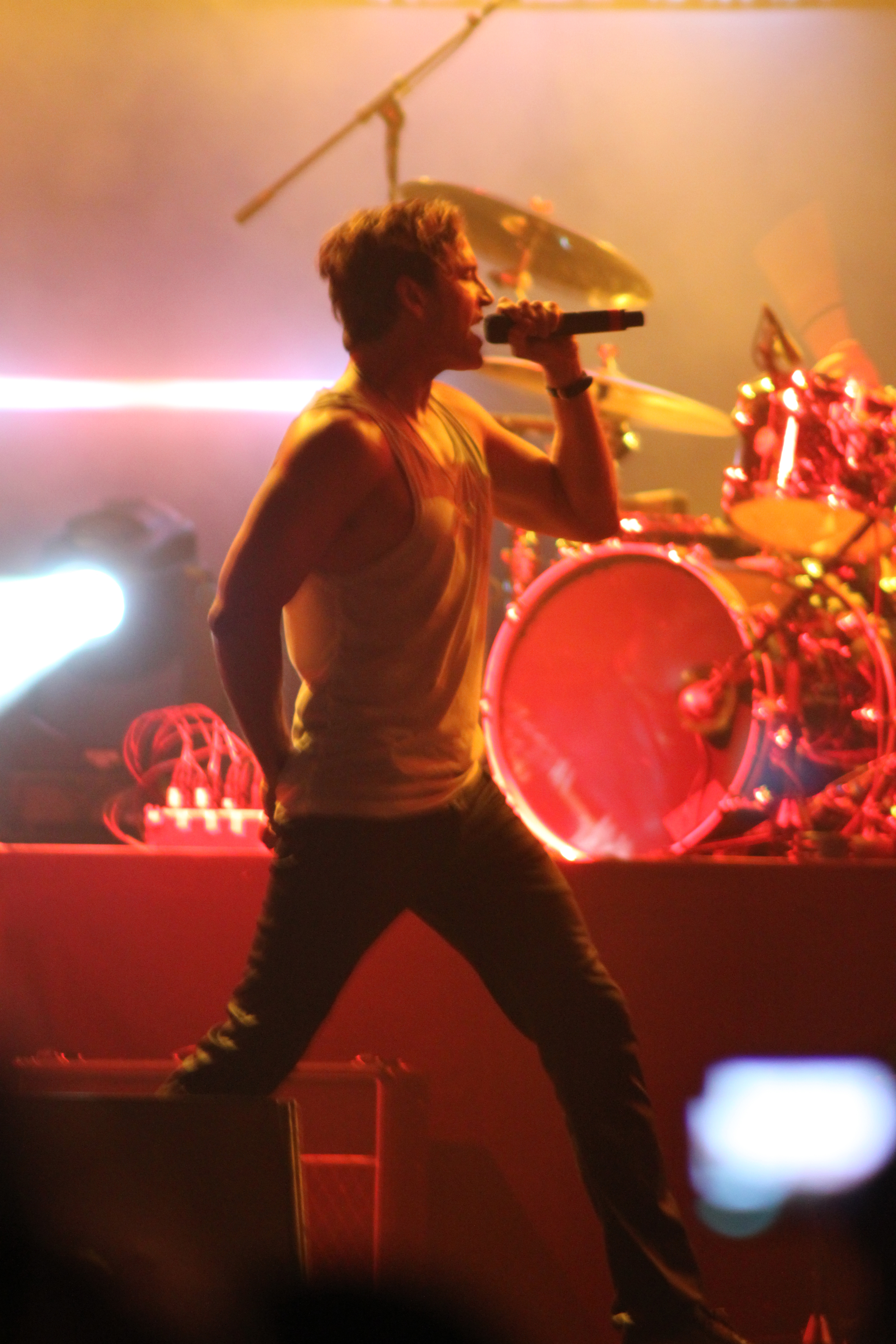
Stephan Jenkins, 2011

Stephan Jenkins (* 27. September 1964 in Oakland) ist ein US-amerikanischer Musiker. Er ist vor allem als Sänger und Gitarrist der Rockband Third Eye Blind bekannt, trat aber auch als Schauspieler und Musikproduzent in Erscheinung.

## Leben
Jenkins wuchs in Palo Alto auf. Als Schüler litt er an Legasthenie. Später schaffte er jedoch den Bachelor in englischer Literatur und war 1987 Abschiedsredner seines Jahrgangs an der University of California, Berkeley.
Anfang der 1990er Jahre war Jenkins Teil eines Hip-Hop-Duos namens „Puck and Natty“. Kurz nachdem sich dieses aufgelöst hatte, gründete er mit dem Gitarristen George Earth, dem Schlagzeuger Adrian Burley und dem Bassisten Jason Slater die Band Third Eye Blind. Nachdem die Band 1996 als Vorband von Oasis aufgetreten war, folgte ein Jahr später mit dem selbstbetitelten Debütalbum der große Durchbruch. Zudem geriet Jenkins als Produzent in die Schlagzeilen, als die von ihm für den Soundtrack zur Komödie High School High produzierte Bohemian-Rhapsody-Coverversion von The Braids dem Hip-Hop-Duo zu einem Vertrag mit einem Major-Label verhalf.
Nachdem einige seiner Lieder in Soundtracks zu diversen Filmen verwendet wurden, nahm Jenkins 2001 seine erste Rolle in einem Hollywood-Film an. In der Filmkomödie Rock Star mit Mark Wahlberg und Jennifer Aniston spielte er eine kleinere Rolle. Parallel machte er durch eine Beziehung mit der Schauspielerin Charlize Theron Schlagzeilen, die im Oktober 2001 zerbrach. Die Trennung verarbeitete er in mehreren Liedern, die sich auf dem 2003 erschienenen dritten Third-Eye-Blind-Album Out of the Vein wiederfinden.
Später war Jenkins mit der Sängerin Vanessa Carlton liiert. Für sie schrieb er mehrere Lieder und war neben Rick Rubin, Channel 7 und Irv Gotti an der Produktion ihres dritten Albums Heroes and Thieves beteiligt.